# Serrasentoides fistulariae
Serrasentoides fistulariae är en hakmaskart som beskrevs av Parukhin 1971. Serrasentoides fistulariae ingår i släktet Serrasentoides och familjen Rhadinorhynchidae. Inga underarter finns listade i Catalogue of Life.